# Жуково (Фировский район)
Жу́ково — деревня в Фировском районе Тверской области. Входит в состав Великооктябрьского сельского поселения.

## География
Деревня находится на берегу реки Цна, на расстоянии 12 км к юго-востоку от посёлка городского типа Фирово, административного центра района, и 140 км к северо-западу от города Тверь, административного центра области.

### Часовой пояс
Деревня Жуково, как и вся Тверская область, находится в часовой зоне МСК (московское время). Смещение применяемого времени относительно UTC составляет +3:00.

## История
Входила в состав Кузнецовской волости Вышневолоцкого уезда.
В 1859 году в деревне насчитывалось 22 двора и 149 жителей, в 1886 году — 38 дворов и 207 жителей, в 1920 году — 17 дворов. Промыслы: сельскохозяйственные работы, возка дров.

## Население
| 2010 |
| ---- |
| 421  |

## Улицы
| - ул. Колхозная, - ул. Набережная, - ул. Новая, | - ул. Садовая, - ул. Советская, - ул. Школьная. |

## Инфраструктура
В деревне действуют правление колхоза «Память Ильича», начальная общеобразовательная школа, музыкальная школа, библиотека, медпункт, магазин.